# Fleckenberg
Fleckenberg ist ein Ortsteil der Stadt Schmallenberg.

## Geografie

### Lage
Fleckenberg liegt am Fuß des Rothaargebirges, im Südwesten des Hochsauerlandkreises, drei Kilometer südwestlich von Schmallenberg und einen Kilometer südlich vom Beerenberg (Sauerland) an der Bundesstraße 236. Durch den Ort fließen die Lenne und die Latrop. Um das Dorf liegen Landschaftsschutzgebiete wie das Landschaftsschutzgebiet Ortsrandlage Fleckenberg und Landschaftsschutzgebiet Extensivgrünland an Unterhängen des Beerenberges nördlich Fleckenberg.

### Nachbarorte
Angrenzende Orte sind Schmallenberg, Jagdhaus, Waidmannsruh, Wulwesort, Latrop, Harbecke, Werpe und Lenne.

## Geschichte

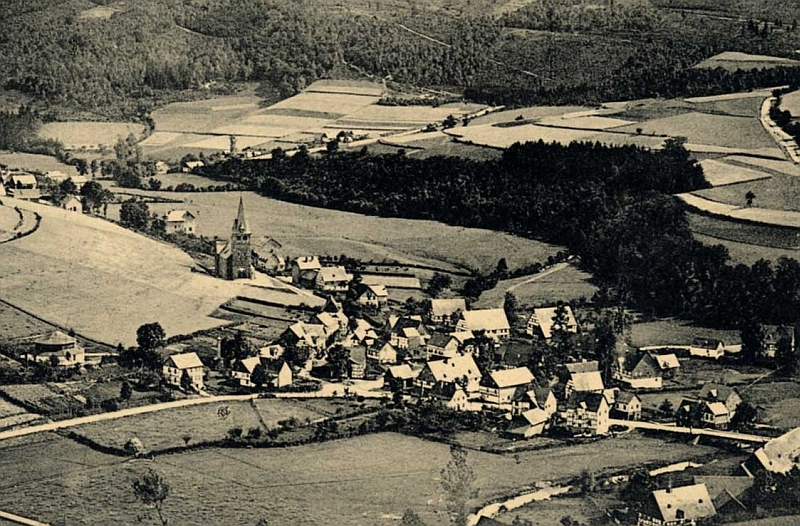
Fleckenberg 1912

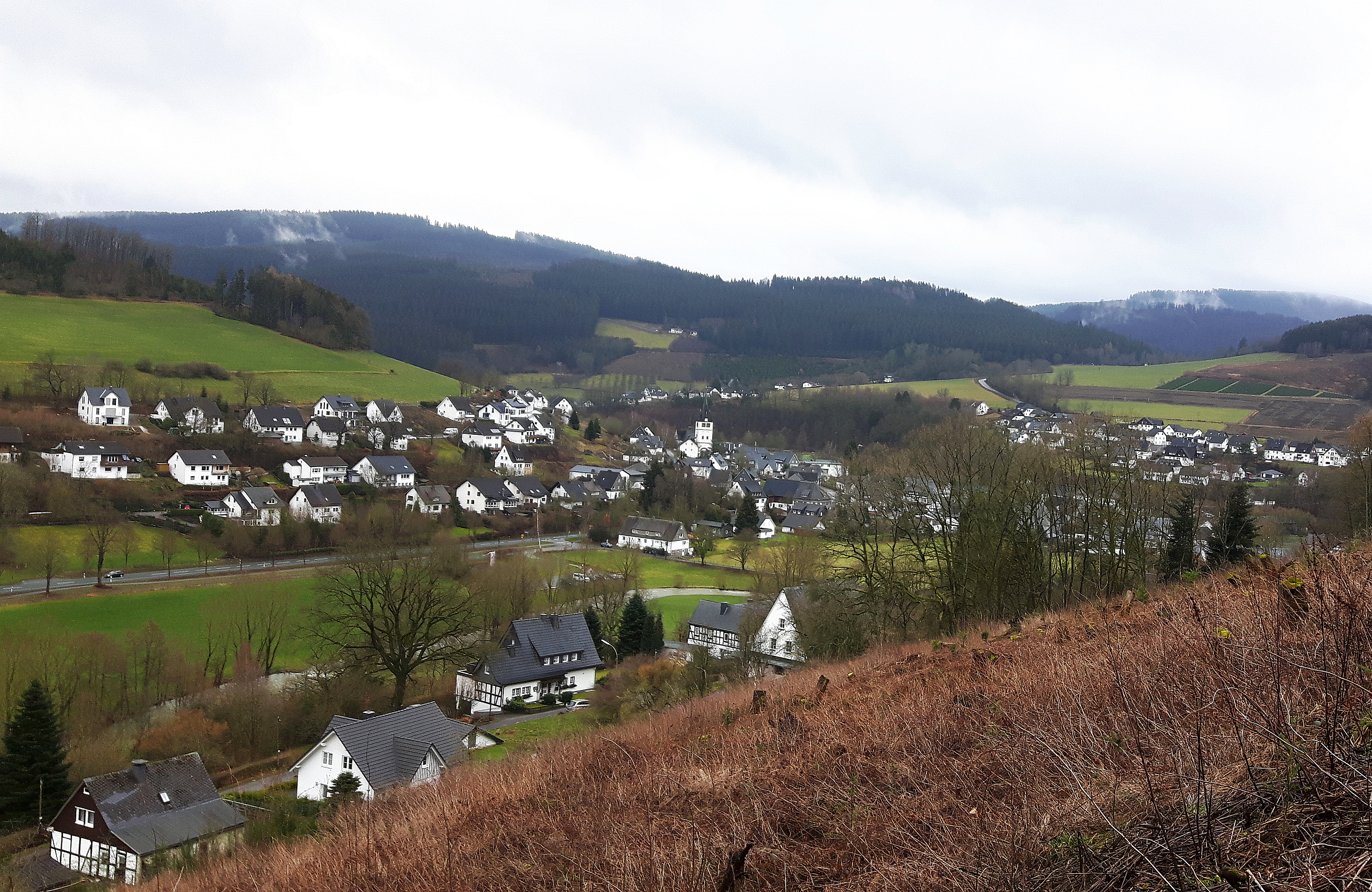
Fleckenberg 2019

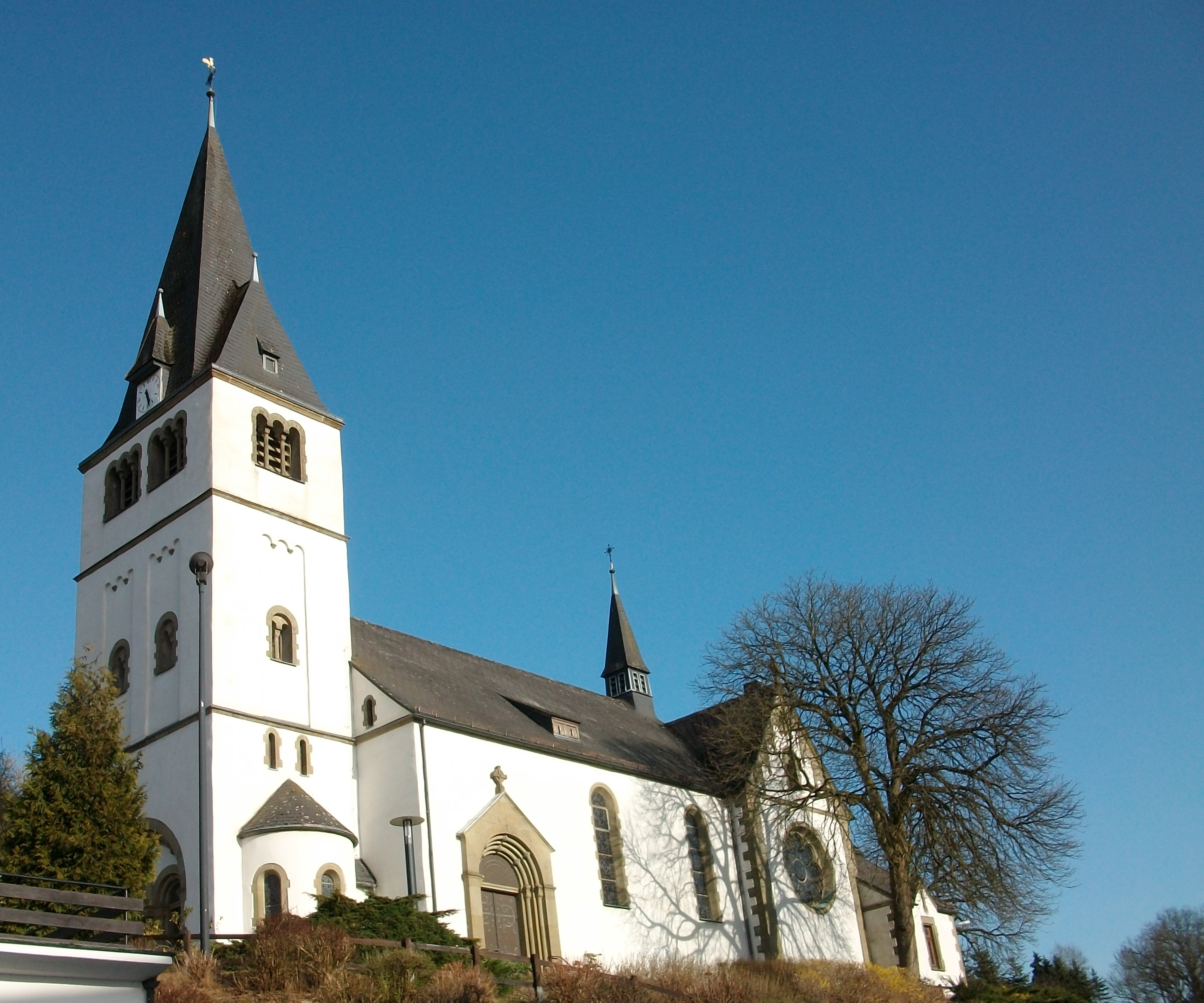
St.-Antonius-Kirche

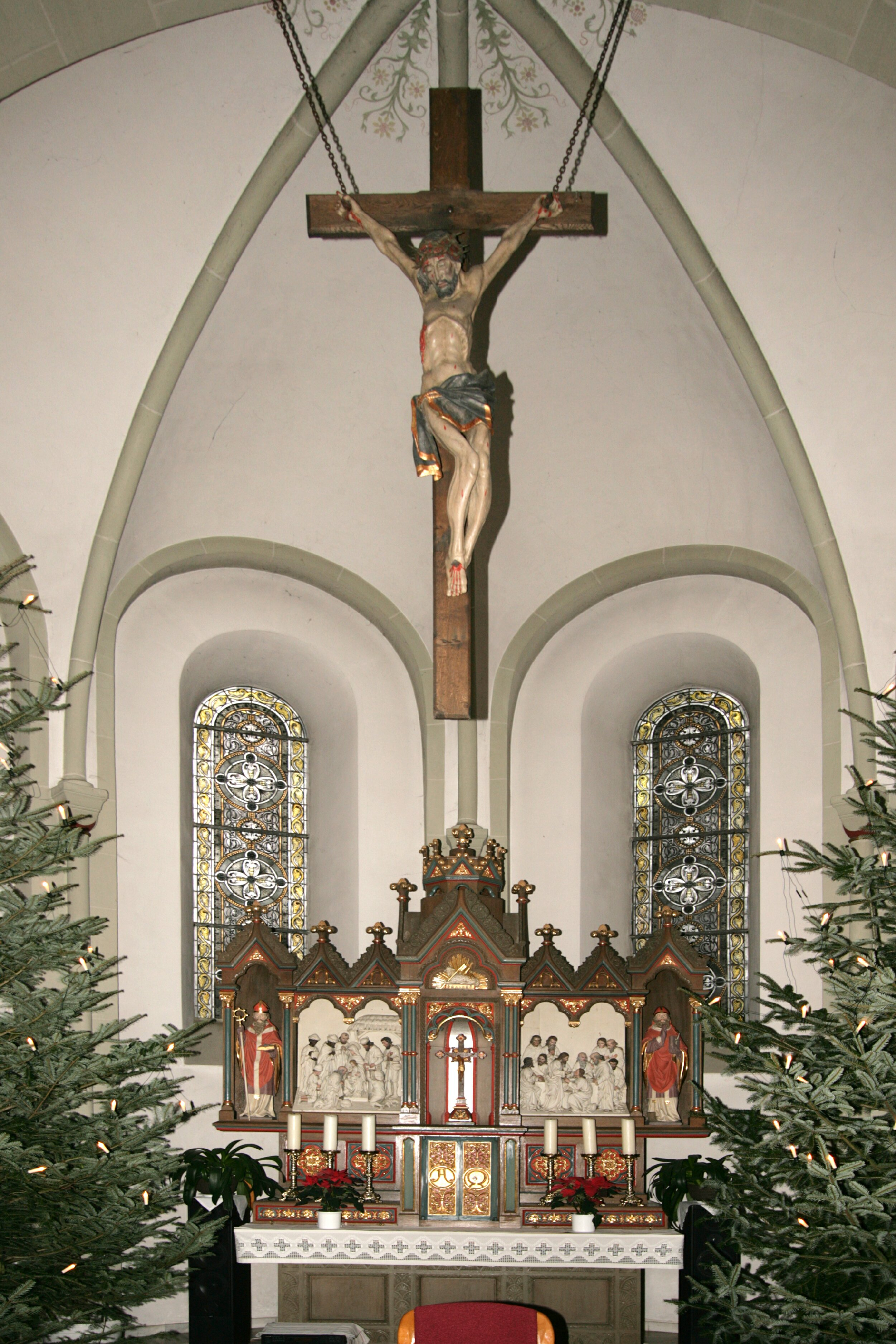
Kirche Fleckenberg, Altarraum

1283 wurde ein Rychard von Vleckenberg in einem Schriftstück des Klosters Grafschaft erwähnt. Hinweise auf einen Ort Fleckenberg gab es erst im 14. Jahrhundert. Am 13. August 1301 wurde erstmals der Name Fleckenberg, unterschieden nach Ober- und Niederfleckenberg, in einer in Schmallenberg ausgestellten Urkunde erwähnt. 1645 wurde Fleckmar auf der Karte Westphalia Ducatus kartografisch erfasst.
Zwischen Oberfleckenberg und Niederfleckenberg verlief die befestigte Gerichtsgrenze zwischen Bilstein und Grafschaft. Um beide Gerichte wurden von Zeit zu Zeit Schnadegänge gehalten, die sich auf Grafschafter Seite über drei Tage ausdehnten. Die Bilsteiner brauchten für ihren Schnadegang zehn ganze Tage mit einem Ruhetag. Überliefert ist ein Schnadegang vom 23. April 1667, an dem sich im Auftrag des Kurfürsten von Köln in Gleidorf eine glänzende Gesellschaft einfand. Mit prunkhaften Gefolge erschienen der Kurfürstlich Kölnische Oberjäger Freiherr von Weichs, der Droste von Bilstein, Freiherr von Fürstenberg, der Kurfürstliche Gograf des Amtes Fredeburg, Friedrich von Stockhausen zu Dorlar, der Kurfürstliche Amtmann von Bruch zu Fredeburg, der Oberkirchner Richter Trilling, alle Kurfürstlichen Beamten der Ämter Fredeburg und Bilstein sowie der Vogt zu Siedlinghausen und die Ältesten des Amtes Fredeburg zu Pferde. Mit bewaffneten Mannschaften, in Wappen und Helmzier sowie mit Musikern zog man zu Fuß oder zu Pferd um das gesamte Patrimonialgericht Oberkirchen, nachdem feierlich der Zeugeneid gesprochen war. Nach drei Tagen kehrte der prunkvolle Zug durch das Lennetal nach Gleidorf zurück.
Am 28. März 1900 erhielt Niederfleckenberg die Genehmigung zur Einrichtung einer Pfarrei. 1920 folgt die politische Zusammenlegung der beiden Orte Ober- und Niederfleckenberg. Bis zu diesem Zeitpunkt waren Grafschaft für Oberfleckenberg (kirchlich noch bis 1920) und Wormbach für Niederfleckenberg politisch zuständig. Gleichzeitig entstand die Gemeinde Fleckenberg aus den Ortschaften Oberfleckenberg, Jagdhaus, Wulwesort und Niederfleckenberg (Größe des Gemeindegebietes 16,23 km²).
Im Rahmen der kommunalen Neugliederung in Nordrhein-Westfalen wurde Fleckenberg am 1. Januar 1975 ein Ortsteil der Stadt Schmallenberg. 1977 gewann Fleckenberg den Bundeswettbewerb Unser Dorf soll schöner werden und wurde zum Bundesgolddorf gekürt.

### Einwohnerentwicklung
| Jahr | Einwohner |
| ---- | --------- |
| 1818 | 333       |
| 1885 | 527       |
| 1905 | 621       |
| 1925 | 772       |
| 1950 | 1285      |
| 1961 | 1258      |
| 1970 | 1440      |
| 1974 | 1550      |
| 2003 | 1545      |
| 2005 | 1545      |
| 2008 | 1551      |
| 2015 | 1571      |

## Politik

### Gemeindevorsteher, Bürgermeister
- Leo Lingemann (1920–1935 Gemeindevorsteher)
- Leo Lingemann (1935–1945 Bürgermeister)
- Josef Scheider (1945–1948 Bürgermeister, CDU)
- Josef Scheider (1948–1949 Bürgermeister, Unabhängig)
- Franz Wiese-Hanses (1949–1952 Bürgermeister, CDU)
- Franz Wiese-Hanses (1952–1956 Bürgermeister, CDU)
- Franz Wiese (1956–1961 Bürgermeister, CDU)
- Günther Wulff (1961–1964 Bürgermeister, CDU)
- Günther Wulff (1961–1969 Bürgermeister, FWG)
- Karl-Hans Richart-Willmes (1969–1973 Bürgermeister, CDU)
- Heinz Steinhoff (1973–1974 Bürgermeister, CDU)

### Gemeindedirektoren
- Klaus Siebenkotten (1945–1957)
- Bernd Scholl (1957–1974)

### Wappen und Fahne
| Wappen der ehemaligen Gemeinde Fleckenberg | Am 16. Juli 1963 beschloss die Gemeindevertretung Fleckenberg, ein Wappen, zwei in Geweihform gestellte goldene Hirschstangen im roten Feld, überhöht von einem goldenen Antoniuskreuz, und eine Fahne einzuführen. Die Hirschstangen weisen auf die ehemalige Verbindung des Ortes zu Grafschaft. Sie waren Bestandteil des Wappens der Grafschafter Äbte. Gold und Rot sind die Farben der fürstenbergischen Gerichtsbarkeit. Der heilige Antonius ist Patron der Pfarrkirche. |

Der Innenminister des Landes Nordrhein-Westfalen genehmigte das Wappen und die Fahne am 6. November 1963. Auch nach der am 1. Januar 1975 in Kraft getretenen kommunalen Neugliederung und der Zugehörigkeit des Ortes zur Stadt Schmallenberg darf Fleckenberg nach der Satzung der Stadt Schmallenberg sein Wappen und seine Fahne zu repräsentativen Zwecken weiter verwenden.

## Sehenswürdigkeiten

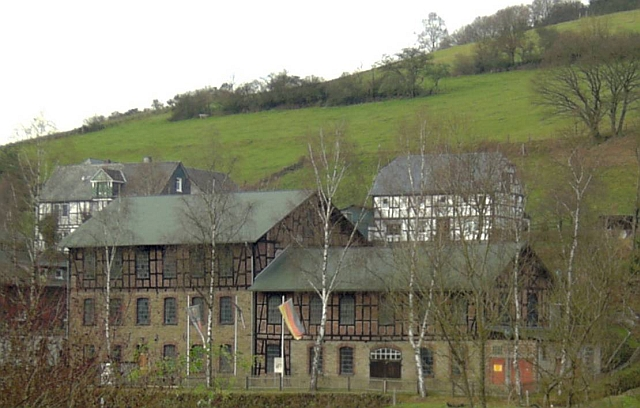
Besteckmuseum in Fleckenberg

Im Schmallenberger Stadtgebiet gibt es 185 Baudenkmale. Davon befinden sich einige in Fleckenberg. Die Liste der Baudenkmäler in Schmallenberg listet die Denkmäler mit einer kurzen Beschreibung. Zu den besonderen Sehenswürdigkeiten gehören:
- Besteckfabrik Hesse (technisches Museum)
- die historische Ibach-Orgel in der Pfarrkirche St. Antonius
- die Kapelle St. Agatha und St. Gertrud aus dem 17. Jahrhundert

→ Siehe auch: Liste der Naturdenkmäler in Schmallenberg

## Wirtschaft und Infrastruktur

### Wirtschaft
Fleckenberg lebt von der Land- und Forstwirtschaft, dem Tourismus, dem Handwerk und der Kleinindustrie (Sägewerke). Bis zur Stilllegung der Bahnstrecke Altenhundem – Wenholthausen 1968 hatte Fleckenberg einen eigenen Bahnhof.

### Bildung
In Fleckenberg gibt es eine Grundschule und einen Kindergarten.

## Persönlichkeiten
- Johann Benedikt Willmes (1743–1823), deutscher Jurist, Friedensrichter und Hochschullehrer

### Ehrenbürger der Gemeinde Fleckenberg
- Dem Geistlichen Rat Josef Grimme († 10. April 1964) wurden anlässlich des 90. Geburtstages am 20. Mai 1958 wegen seiner Verdienste um die Vereinigung der Gemeinde und den Bau einer Kirche die Ehrenbürgerrechte Fleckenbergs verliehen.
- Der Lehrerin Hedwig Wurmbach († 31. Juli 1971) wurde am 6. März 1971 wegen ihres Einsatzes im sozialen und caritativen Bereich Ehrenbürgerin. Bereits 1963 erhielt sie für ihre kirchlichen Verdienste von Papst Johannes XXIII. den Orden Pro ecclesia et pontifice.